# Esgrima nos Jogos Olímpicos de Verão de 1960
A esgrima nos Jogos Olímpicos de Verão de 1960 foi realizada em Roma, na Itália, com oito eventos disputados. A prova de florete por equipe feminino foi incorporada ao programa da esgrima a partir dos Jogos de 1960.

## Eventos da esgrima
Masculino: Florete individual | Espada individual | Sabre individual | Florete por equipe | Espada por equipe | Sabre por equipe
Feminino: Florete individual | Florete por equipe

## Masculino

### Florete individual masculino
| Pos. | País                  | Atletas           |
| ---- | --------------------- | ----------------- |
|      | União Soviética (URS) | Viktor Zhdanovich |
|      | União Soviética (URS) | Yuri Sisikin      |
|      | Estados Unidos (USA)  | Albert Axelrod    |

### Espada individual masculino
| Pos. | País                  | Atletas          |
| ---- | --------------------- | ---------------- |
|      | Itália (ITA)          | Giuseppe Delfino |
|      | Grã-Bretanha (GBR)    | Allan Jay        |
|      | União Soviética (URS) | Bruno Khabarov   |

### Sabre individual masculino
| Pos. | País          | Atletas            |
| ---- | ------------- | ------------------ |
|      | Hungria (HUN) | Rudolf Kárpáti     |
|      | Hungria (HUN) | Zoltán Horváth     |
|      | Itália (ITA)  | Wladimiro Calarese |

### Florete por equipe masculino
| Ouro                                                                                        | Prata                                                                                         | Bronze                                                                               |
| URS União Soviética Viktor Zhdanovich Mark Midler Yuri Sisikin German Sveshnikov Yuri Rudov | ITA Itália Alberto Pellegrino Luigi Carpaneda Mario Curletto Edoardo Mangiarotti Aldo Aureggi | EUA Equipe Alemã Unida Jürgen Theuerkauff Tim Gerresheim Eberhard Mehl Jürgen Brecht |

### Espada por equipe masculino
| Ouro | Prata                                                                                                   | Bronze |
| ITA Itália Giuseppe Delfino Alberto Pellegrino Carlo Pavesi Edoardo Mangiarotti Fiorenzo Marini Gianluigi Saccaro | GBR Grã-Bretanha Allan Jay Michael Howard John Pelling Henry Hoskyns Raymond Harrison Michael Alexander | URS União Soviética Valentin Chernikov Guram Kostava Arnold Chernushevich Bruno Khabarov Aleksandr Pavlovsky |

### Sabre por equipe masculino
| Ouro | Prata | Bronze                                                                                             |
| HUN Hungria Tamás Mendelényi Rudolf Kárpáti Pál Adam Kovács Zoltán Horváth Gábor Delneki Aladár Gerevich | POL Polônia Andrzej Piątkowski Emil Ochyra Wojciech Zabłocki Jerzy Pawłowski Ryszard Zub Marian Kuszewski | ITA Itália Wladimiro Calarese Giampaolo Calanchini Pierluigi Chicca Roberto Ferrari Mario Ravagnan |

## Feminino

### Florete individual feminino
| Pos. | País                     | Atletas              |
| ---- | ------------------------ | -------------------- |
|      | Equipe Alemã Unida (EUA) | Adelheid Schmid      |
|      | União Soviética (URS)    | Valentina Rastvorova |
|      | Romênia (ROM)            | Maria Vicol          |

### Florete por equipe feminino
| Ouro | Prata | Bronze                                                                                       |
| URS União Soviética Valentina Prudskova Aleksandra Zabelina Lyudmila Shishova Tatyana Petrenko-Samusenko Galina Gorokhova Valentina Rastvorova | HUN Hungria Györgyi Székely-Marvalics Ildikó Rejtő Magdolna Nyári-Kovácsné Katalin Juhász-Nagy Lídia Sákovics-Dömölki | ITA Itália Bruna Colombetti Velleda Cesari Claudia Pasini Irene Camber Antonella Ragno-Lonzi |

## Quadro de medalhas da esgrima
| Ordem | País                   | Medalha de ouro | Medalha de prata | Medalha de bronze | Total |
| ----- | ---------------------- | --------------- | ---------------- | ----------------- | ----- |
| 1     | URS União Soviética    | 3               | 2                | 2                 | 7     |
| 2     | HUN Hungria            | 2               | 2                | 0                 | 4     |
| 3     | ITA Itália             | 2               | 1                | 3                 | 6     |
| 4     | EUA Equipe Alemã Unida | 1               | 0                | 1                 | 2     |
| 5     | GBR Grã-Bretanha       | 0               | 2                | 0                 | 2     |
| 6     | POL Polônia            | 0               | 1                | 0                 | 1     |
| 7     | USA Estados Unidos     | 0               | 0                | 1                 | 1     |
| 7     | ROM Romênia            | 0               | 0                | 1                 | 1     |